# Pilosana bivirgata
Pilosana bivirgata är en insektsart som beskrevs av Nielson 1996. Pilosana bivirgata ingår i släktet Pilosana och familjen dvärgstritar. Inga underarter finns listade i Catalogue of Life.